# Szántó Imre (történész)
Szántó Imre (Alsópáhok, 1920. november 8. – Hévíz, 1993. május 2.) magyar történész.

## Élete
Kisparaszti családból származott.
Elemi iskoláit a szülőfalujában végezte, majd 1940-ben a keszthelyi premontrei gimnáziumban érettségizett. A budapesti Pázmány Péter Tudományegyetemen, az Eötvös Collegium tagjaként 1946-ban régészetből bölcsészdoktori és történelem–latin szakos középiskolai tanári oklevelet szerzett. A második világháború végén katonai szolgálatot teljesített és 1944-ben angol hadifogságba esett, csak 1945. novemberében térhetett haza. 1957-től a történelemtudományok kandidátusa.
1946–1948 között a budapesti X. kerületi Százados úti polgári és általános iskola, majd 1948–1950 között a keszthelyi premontrei rend gimnáziuma rendes tanára. 1950-től az Egri Pedagógiai Főiskola Történelem Tanszékének főiskolai adjunktusa, 1952-től főiskolai docense, 1961–1966 között pedig igazgatója volt. 1966–1969 között a Szegedi Tudományegyetem Középkori Magyar Történeti Tanszékének docense, 1969–1986 egyetemi tanára és 1967–1983 között a tanszék vezetője volt. A Collegium Hungaricum ösztöndíjasa volt bécsi levéltárakban 1965-ben és 1968-ban.
Tudományos pályafutását régészként kezdte, majd érdeklődése az agrártörténet és a helytörténetírás, illetve a helytörténetírás módszertana felé fordult. Fontos eredményeket ért el a 16. századi magyarországi török hadjáratok és a 16. századi végvári rendszer kiépítésének és működésének vizsgálata terén.
A Magyar Történelmi Társulat választmányi tagja volt.
A hévízi temetőben nyugszik.

## Elismerései és emlékezete
- 1953 Szocialista Munkáért Érdemérem
- 1965 Szocialista Kultúráért
- 1974 Pro Academia Egriensi
- 1985 Április 4. Érdemrend
- 1992 Pro Urbe Hévíz
- 1998. Dr. Szántó Imre Általános Iskola, Alsópáhok

## Művei
- 1948 A gyöngyössolymosi bronzkincs. Magyar Múzeum.
- 1951 Phallikus bronzszobrocska Zsámbékról. Antiquitas 1949 és Archaeologiai Értesítő 1951
- 1952 A majorsági gazdálkodás uralkodóvá válása, a parasztság nagyarányú kisajátításának kezdetei. Tanulmányok a parasztság történetéhez Magyarországon. 1711–1790. Szerk. Spira György. Budapest.
- 1952 Eger vár védelme 1552-ben. (társszerző Soós Imre)
- 1953 Heves megye szabadságharcos hagyományai. 1526–1859.
- 1960 Egy dunántúli falu, Alsópáhok története
- 1975 A helytörténeti kutatások elméleti és módszertani kérdései. (jegyzet)
- 1977 A végvári rendszer kiépítésének és fenntartásának költségei Magyarországon a XVI. század második felében. – Magyarország népeinek harca a török hódítók ellen. 1526–1541. Acta Universitatis Szegediensis - Acta Historica.
- 1978 Ali budai pasa hadjárata 1552 nyarán a Hont-Nógrád megyei várak ellen. Történelmi Szemle 1977
- 1985 Küzdelem a török terjeszkedés ellen Magyarországon. Budapest.
- 1991. Szántó Imre - Szántó Endre: Alsó- és Felsőpáhok története

Feldolgozta Alsópáhok, Felsőpáhok és Hévíz történetét. Foglalkozott Szeged és környéke 19. századi történetével, az 1848–1849. évi forradalom és szabadságharc helyi eseményeivel, a 18–19. századi falusi kisiskolai oktatással és a katolikus népművelés kezdeteivel.